# Бойштя (Нямц)
Бойштя (рум. Boiștea) — село у повіті Нямц в Румунії. Входить до складу комуни Петрікань.
Село розташоване на відстані 305 км на північ від Бухареста, 28 км на північ від П'ятра-Нямца, 87 км на захід від Ясс.

## Населення
За даними перепису населення 2002 року у селі проживала 951 особа, з них 950 осіб (99,9%) румунів. Рідною мовою 950 осіб (99,9%) назвали румунську.